# Bouzais

Bouzais este o comună în departamentul Cher, Franța. În 1 ianuarie 2022 avea o populație de 285 de locuitori.